# Lasius murphyi
Lasius murphyi е вид насекомо от семейство Мравки (Formicidae). Видът е световно застрашен и е със статут Уязвим.

## Разпространение
Видът е ендемичен за Съединените щати и Канада.